# Proboszcz
Proboszcz (z niem. Propst, a to od łac. praepositus, przełożony; łac. odpowiednik to parochus, z gr. πάροικος paroikos, sąsiad), pleban (łac. plebanus od plebs lud) – duchowny, na ogół w stopniu prezbitera, zarządzający gminą kościelną (parafią).

## Stan obecny

### Kościół katolicki
W Kościele katolickim proboszcz jest mianowanym przez biskupa duszpasterzem i zarządcą parafii. Jest więc odpowiedzialny za duszpasterstwo parafian i dobra materialne parafii. Status proboszcza prawo kanoniczne określa sformułowaniem: Własny pasterz zleconej sobie parafii pod władzą biskupa (Pastor proprius paroeciae sibi commissae sub auctoritate Episcopi – kan. 519).
Proboszczem zostać może wyłącznie prezbiter, którego poglądy są zgodne z magisterium Kościoła i który nie budzi zastrzeżeń obyczajowych i moralnych. Jeżeli prezbiter żyje w małżeństwie, jego żona i dzieci z nim mieszkające również nie mogą budzić zastrzeżeń obyczajowych. Ponadto musi być wolny od przeszkód prawnych prawa kanonicznego i powszechnego. Kandydat na proboszcza musi potwierdzić swoją przydatność przez złożenie egzaminu przed własnym biskupem. Metodę i przedmiot egzaminu określa biskup.
Mianowany na proboszcza powinien swój urząd objąć na czas nieokreślony, ponieważ stałość ma być jednym z jego podstawowych przymiotów. Istnieje jednak możliwość, by urząd proboszcza obsadzany był kadencyjnie. Taka decyzja wymaga jednak zgody Konferencji Episkopatu wyrażonej w formie dekretu i potwierdzonej przez Stolicę Apostolską.
W obsadzaniu urzędu proboszcza biskup działa w sposób wolny i niezależny. Powinien jednak wysłuchać w tej sprawie przede wszystkim opinii dziekana, oraz wszystkich, duchownych i świeckich, którzy mu w tej decyzji mogą służyć radą.
Mianowanego proboszcza w objęty urząd i parafię wprowadza jego ordynariusz w sposób przyjęty zwyczajowo w danej diecezji. Minimalną formą wprowadzenia, wymaganą prawem kanonicznym jest publiczne przedstawienie parafianom dekretu o nominacji z wyznaczeniem daty jej obowiązywania. Jeżeli po wyznaczonym terminie, bez ważnej przyczyny, parafia nie zostanie objęta przez nominata, wówczas jego urząd biskup musi uznać za wakujący.
Jeżeli stolica biskupia wakuje lub ma przeszkodę w działaniu dłużej niż rok zarządzający diecezją lub jej administrator przejmuje prawo biskupa do mianowania proboszczów.
Parafia może mieć wyłącznie jednego proboszcza. Prawo kanoniczne dopuszcza jednak kilka przypadków szczególnych:
- Gdy w diecezji brakuje duchownych, jeden prezbiter może być proboszczem kilku sąsiednich parafii. W takiej sytuacji każdą z parafii musi zarządzać odrębnie i nie wolno łączyć mu obowiązków wynikłych z zarządzania poszczególnymi parafiami.
- Z tej samej przyczyny biskup może powierzyć zarządzanie parafią diakonowi lub osobie świeckiej. Wówczas wyznaczony musi zostać prezbiter do pracy duszpasterskiej. Duchowny ten, chociaż nie jest proboszczem ma jego uprawnienia i kompetencje w zakresie duszpasterskim. Odpowiedzialność za zarządzanie pozostałymi sprawami, zwłaszcza majątkiem parafii, spoczywa jednak wówczas na osobie, o której mowa była wcześniej.
- Biskup może powierzyć parafię kilku prezbiterom, którzy będą działać solidarnie (np. zgromadzeniu zakonnemu). W takiej sytuacji duchowni ci w porozumieniu z biskupem wybiorą spośród siebie jednego, który będzie odpowiedzialny za kierownictwo duszpasterskie parafian stając się proboszczem. Odpowiedzialność taką ponosi przed biskupem, chociaż nie musi być od niego uzależniony jurysdykcyjnie. Proboszcz wybrany w ten sposób nie musi być również przełożonym pozostałych prezbiterów. Możliwe jest również, że władzę pasterską prezbiterzy, którym powierzono parafię wykonywać będą wspólnie w sposób rotacyjny. W takim przypadku wszyscy członkowie takiego zespołu muszą posiadać właściwe przymioty proboszcza i każdy z nich związany jest wszystkimi obowiązkami wynikającymi z powierzonej im funkcji. Dodatkowo wybrać muszą spośród siebie moderatora, który odpowiadać będzie przed biskupem za cały zespół prezbiterów pracujących solidarnie.

Do podstawowych obowiązków proboszcza należą:
- Troska o prawowierność nauczania w parafii i wierność parafian wobec magisterium Kościoła zwłaszcza przez głoszenie homilii w niedziele i święta nakazane oraz przez prowadzenie katechizacji dzieci i dorosłych.
- Troska o życie sakramentalne w parafii oraz czuwanie nad prawowiernością sprawowanej liturgii.
- Troska o życie codzienne swoich parafian zwłaszcza przez odwiedzanie ich rodzin, wspieranie potrzebujących, pocieszanie, opiekę nad chorymi i umierającymi oraz jeżeli tego wymaga konieczność, przez upominanie.
- Rezydencja w domu na terenie parafii (kan. 533 Kodeksu prawa kanonicznego)[1], najlepiej w pobliżu kościoła. Biskup może wyrazić zgodę na rezydowanie proboszcza poza parafią. Proboszcz ma prawo do miesiąca urlopu w czasie roku, który może wykorzystać zgodnie z własnym uznaniem, jednak Proboszcz jest zobowiązany do zawiadamiania biskupa o każdej sytuacji, kiedy planuje przebywać poza parafią dłużej niż tydzień. Każde opuszczenie parafii na dłużej niż tydzień proboszcz musi zgłosić biskupowi[1].
- We wszystkie niedziele i święta nakazane proboszcz zobowiązany jest do odprawienia mszy za powierzonych sobie parafian.
- Odpowiedzialność za właściwe prowadzenie ksiąg parafialnych i dokumentacji parafii. Troska o archiwum parafii oraz o jej pieczęć.
- Reprezentowanie parafii wobec wszystkich czynności prawnych oraz w sposób zgodny z prawem kanonicznym i powszechnym zarządzanie jej majątkiem.

Biskup może wyznaczyć do pomocy proboszczowi wikariusza i/lub diakona. Ponadto proboszcz powinien wspierać się w swych decyzjach opinią rady parafialnej.
O wynagrodzeniu za pracę proboszcza decyduje jego biskup swoimi własnymi dekretami.
W czasie przeszkody działania funkcji proboszcza lub w czasie wakansu jego urzędu biskup wyznacza administratora parafii, który ma uprawnienia proboszcza. Zwyczajnym administratorem jest najstarszy nominacją wikariusz.
Utrata urzędu proboszcza następuje:
- na podstawie decyzji biskupa o usunięciu z urzędu,
- z powodu zrzeczenia się urzędu przez proboszcza,
- w chwili wygaśnięcia kadencji, jeżeli proboszcz otrzymał urząd na podstawie prawa ją dopuszczającą,
- po ukończeniu przez proboszcza 75. roku życia i przejściu na emeryturę.

Sposób działania urzędu proboszcza reguluje w Kościele łacińskim Kodeks prawa kanonicznego (zwłaszcza w kan. 517–544), natomiast w katolickich Kościołach wschodnich Kodeks kanonów Kościołów wschodnich (zwłaszcza w kan. 281–300). Odwołanie proboszcza jest procedurą administracyjną. Na początku tej procedury biskup bada to, czy istnieje przyczyna, dla której proboszcz ma być odwołany, konsultuje się z dwoma proboszczami z zespołu kapłanów oraz przeprowadza z nimi dyskusje, a następnie może prosić proboszcza o zrzeczenie się urzędu. Proboszcz ma 15 dni na złożenie rezygnacji albo podjęcie obrony. Proboszcz może również nie odpowiedzieć na prośbę i nie podjąć obrony – wtedy biskup ponownie zwraca się z prośbą o zrzeczenie się urzędu. Jeśli proboszcz nadal nie reaguje, tzn. nie odpowiada na prośbę i nie podejmuje obrony, biskup może wydać dekret odwołania z parafii, który zostaje notyfikowany proboszczowi. Od momentu zakomunikowania dekretu proboszczowi winien on powstrzymać się od wykonywania obowiązków proboszcza, opuścić dom parafialny oraz przekazać własność parafii osobie, którą biskup wyznaczył do zarządzania parafią. Proboszcz ma prawo do zaskarżenia dekretu biskupa – aby skorzystać z tego prawa, proboszcz w ciągu 10 dni prosi biskupa o zmianę dekretu. Jeśli biskup podtrzymuje decyzję (nie zmienia dekretu), proboszcz ma prawo do rekursu hierarchicznego (rodzaj skargi kierowany do Stolicy Apostolskiej) – w tej sytuacji obowiązuje dekret biskupa, a więc proboszcz powinien opuścić dom parafialny i powstrzymać się od wykonywania swoich obowiązków, a biskup powierza parafię administratorowi (nie może wyznaczyć nowego proboszcza do czasu rozpatrzenia rekursu przez Stolice Apostolską, bowiem jeśli Stolica Apostolska uchyliłaby dekret biskupa i przyznała rację dotychczasowemu proboszczowi, okazałoby się, że w parafii urzęduje dwóch proboszczów, a jest to sytuacja niedopuszczalna przez Kodeks prawa kanonicznego).

### Kościoły protestanckie
W kościołach protestanckich proboszczowie na ogół pochodzą z wyboru. Np. w Kościele Ewangelicko-Augsburskim w RP proboszcza wybierają na 10-letnią kadencję członkowie parafii posiadający czynne prawo wyborcze (rozróżnić trzeba to stanowisko od proboszcza-administratora mianowanego przez Konsystorz). W niektórych Kościołach zamiast terminu proboszcz stosuje się termin pastor.

## Historia
W średniowieczu proboszczem mogła być również osoba świecka, np. mieszczanin sprawujący funkcje administracyjne w parafii. W tym samym czasie wyróżniano prepozyta, który zarządzał parafią miejską, oraz plebana, który zarządzał parafią wiejską.
W Wojsku Polskim II RP proboszcz był tytułem duchownych katolickich oraz ewangelickich (wyznania augsburskiego, reformowanego i unijnego) odpowiadający randze podpułkownika (komandora porucznika).